# Route nationale 5
Dieser Artikel wurde aufgrund von inhaltlichen Mängeln auf der Qualitätssicherungsseite des WikiProjekts Straßen eingetragen. Dies geschieht, um die Qualität der Artikel aus dem Themengebiet Straßen auf ein akzeptables Niveau zu bringen. Bitte hilf mit, die inhaltlichen Mängel dieses Artikels zu beseitigen, und beteilige dich bitte an der Diskussion!
Die Route nationale 5, kurz N 5 oder RN 5, ist eine französische Nationalstraße, die 1824 eingerichtet wurde. Sie lief vom Notre Dame in Paris über die Abfahrt „Porte de Charenton“ des Boulevard périphérique in Paris durch das ehem. schweizerische Dappental bis zur Schweizer Grenze nördlich von Genf und war 506,5 Kilometer lang. Sie geht auf die Route impériale 6 zurück.
1829 wurde die N 5 zwischen Sens und Avrolles über Cerisiers geführt. Dabei wurde ihre alte Trasse Teil der N 5BIS und die Länge sank um 13 Kilometer. 1845 erfolgte eine Änderung zwischen Fain-lès-Montbard und Dijon. Dabei wurde die N 5 südlich nach Vitteaux geführt und übernahm ab dort die N 70; die Trasse bis zur Einmündung der N 71 wurde abgestuft und ist heute die D 19 und ein Teil der D 6 und die N 71 wurde bis Dijon verlängert. Dies führte zu einer Streckenverlängerung von 7 Kilometern. 1860 kam mit der Integration des Savoie noch der Abschnitt von der Schweizer Grenze nordöstlich von Genf am Genfersee entlang bis zur Schweizer Grenze bei Saint-Gingolph, wo sie von 1937 bis 1970 in die nummerierte Hauptstrasse 37 nach Saint-Maurice und seit 1970 in die Schweizer Hauptstrasse 21 über den Grosser St. Bernhard Pass zur Strada Statale 27 nach Aosta übergeht. Dieser neue Abschnitt hatte eine Länge von 49,5 Kilometer. 1949 tauschte sie zwischen Melun und der Kreuzung südlich von Montereau-Fault-Yonne ihre Trasse mit der N 5BIS. Damit war die Nationalstraße 554 Kilometer lang. Durch die Reform von 1972 wurde der Abschnitt von Paris bis Sens der N 6 zugeschlagen, Sens bis Le Petit-Villiers der N 60 zugeschlagen und von Le Petit-Villiers bis Dijon zur Departementstraße degradiert. 2006 erfolgt die weitere Abstufung der Straße, so dass heute nur noch der Abschnitt von Poligny bis Les Rousses als Nationalstraße existiert. Durch Genf wurde die N5 von 1937 bis 1970 durch die nummerierten Hauptstraßen 47 und 37 verbunden (Länge 17 Kilometer).

## Streckenverlauf
| Position | höchste zulässige Gesamtgeschwindigkeit | Fahrbahnen | Typ                          | Abschnitt                   | Längengrad | Breitengrad |
| -------- | --------------------------------------- | ---------- | ---------------------------- | --------------------------- | ---------- | ----------- |
| 1        | 90                                      | 1          |                              |                             | 46.7622    | 5.9055      |
| 2        | 90                                      | 1          |                              | Champagnole                 | 46.7603    | 5.9072      |
| 3        | 90                                      | 1          |                              | Champagnole                 | 46.7485    | 5.9255      |
| 4        | 90                                      | 1          |                              | Champagnole                 | 46.7275    | 5.9238      |
| 5        | 90                                      | 1          |                              |                             | 46.7263    | 5.9254      |
| 6        | 110                                     | 2          | Beginn an Kreisverkehr       | Thonon-les-Bains            | 46.3788    | 6.5044      |
| 7        | 110                                     | 2          | Vollständige Anschlussstelle | Thonon-les-Bains/D902       | 46.3680    | 6.5014      |
| 8        | 110                                     | 2          | Vollständige Anschlussstelle | Thonon-les-Bains/Armoy D26  | 46.3625    | 6.4925      |
| 9        | 110                                     | 2          | Vollständige Anschlussstelle | Thonon-les-Bains/D12        | 46.3531    | 6.4770      |
| 10       | 110                                     | 2          | Vollständige Anschlussstelle | Thonon-les-Bains/D903       | 46.3522    | 6.4591      |
| 11       | 90                                      | 1          |                              | Thonon-les-Bains / D133     | 46.3482    | 6.4415      |
| 12       | 90                                      | 1          |                              | Thonon-les-Bains/Genf D1005 | 46.3481    | 6.4278      |

## N 5A
siehe Route nationale 5a

## N 5D
Die Route nationale 5D, kurz ND oder RN 5D, war eine Umgehungsstraße von Montgeron, die 1969 eröffnet wurde und 1977 Teil der N5 wurde. 1978 erfolgte Umnummerierung in N6.